# Gruczoł żołądkowy
Gruczoł żołądkowy (łac. gastric gland) – gruczoł znajdujący się w trzonie dna żołądka kręgowców. Odpowiedzialny jest za wydzielanie soku żołądkowego. Jest to jeden z trzech gruczołów trawiennych. Pozostałe to gruczoły wpustowe i gruczoły odźwiernikowe.
Sok żołądkowy produkowany przez ten gruczoł zawiera wodę, kwas solny, sole mineralne i substancje organiczne (enzymy trawienne i śluz).